# Saison 2005 de l'équipe cycliste CSC
L'équipe cycliste CSC participait en 2005 au ProTour nouvellement créé.

## Préparation de la saison 2005

### Arrivées et départs
| Arrivées              | Équipe 2004                |
| --------------------- | -------------------------- |
| Lars Bak              | Bankgiroloterij            |
| Matti Breschel        | PH                         |
| Allan Johansen        | Bankgiroloterij            |
| Giovanni Lombardi     | Domina Vacanze             |
| Christian Müller      | Wiesenhof                  |
| Luke Roberts          | ComNet-Senges              |
| Andy Schleck          | VC Roubaix Lille Métropole |
| Christian Vande Velde | Liberty Seguros            |
| David Zabriskie       | US Postal                  |

| Départs             | Équipe 2005           |
| ------------------- | --------------------- |
| Michele Bartoli     | Retraite              |
| Bekim Christensen   | Retraite              |
| Frank Høj           | Gerolsteiner          |
| Jörg Jaksche        | Liberty Seguros-Würth |
| Michael Sandstød    | Retraite              |
| Maximilian Sciandri | Retraite              |

## Effectif
| Cycliste              | Date de naissance | Nationalité | Équipe 2004     |
| --------------------- | ----------------- | ----------- | --------------- |
| Kurt Asle Arvesen     | 09.02.1975        | Norvège     |                 |
| Lars Bak              | 16.01.1980        | Danemark    | Bankgiroloterij |
| Ivan Basso            | 26.11.1977        | Italie      |                 |
| Michael Blaudzun      | 30.04.1973        | Danemark    |                 |
| Matti Breschel        | 31.08.1984        | Danemark    | PH              |
| Thomas Bruun Eriksen  | 13.02.1979        | Danemark    |                 |
| Manuel Calvente       | 14.08.1976        | Espagne     |                 |
| Vladimir Gusev        | 04.07.1982        | Russie      |                 |
| Tristan Hoffman       | 01.01.1970        | Pays-Bas    |                 |
| Allan Johansen        | 14.07.1971        | Danemark    | Bankgiroloterij |
| Bobby Julich          | 18.11.1971        | États-Unis  |                 |
| Giovanni Lombardi     | 20.06.1969        | Italie      | Domina Vacanze  |
| Peter Luttenberger    | 13.12.1972        | Autriche    |                 |
| Lars Michaelsen       | 13.03.1969        | Danemark    |                 |
| Christian Müller      | 01.03.1982        | Allemagne   | néo-pro         |
| Andrea Peron          | 14.08.1971        | Italie      |                 |
| Jakob Piil            | 09.03.1973        | Danemark    |                 |
| Luke Roberts          | 25.01.1977        | Australie   | ComNet          |
| Carlos Sastre         | 22.04.1975        | Espagne     |                 |
| Andy Schleck          | 10.06.1985        | Luxembourg  | néo-pro         |
| Fränk Schleck         | 15.04.1980        | Luxembourg  |                 |
| Nicki Sørensen        | 14.05.1975        | Danemark    |                 |
| Brian Vandborg        | 04.12.1981        | Danemark    |                 |
| Christian Vande Velde | 22.05.1976        | États-Unis  | Liberty Seguros |
| Jens Voigt            | 17.09.1971        | Allemagne   |                 |
| David Zabriskie       | 12.01.1979        | États-Unis  | US Postal       |

## Victoires
Victoires sur le ProTour
| Date       | Course                             | Pays     | Classe | Vainqueur       |
| ---------- | ---------------------------------- | -------- | ------ | --------------- |
| 06/03/2005 | Prologue de Paris-Nice             | France   | PT     | Jens Voigt      |
| 13/03/2005 | Classement général de Paris-Nice   | France   | PT     | Bobby Julich    |
| 08/04/2005 | 5e étape A du Tour du Pays basque  | Espagne  | PT     | Jens Voigt      |
| 15/05/2005 | 8e étape du Tour d'Italie          | Italie   | PT     | David Zabriskie |
| 26/05/2005 | 17e étape du Tour d'Italie         | Italie   | PT     | Ivan Basso      |
| 27/05/2005 | 18e étape du Tour d'Italie         | Italie   | PT     | Ivan Basso      |
| 17/06/2005 | 7e étape du Tour de Suisse         | Suisse   | PT     | Linus Gerdemann |
| 02/07/2005 | 1re étape du Tour de France        | France   | PT     | David Zabriskie |
| 10/08/2005 | 7e étape de l'Eneco Tour           | Pays-Bas | PT     | Bobby Julich    |
| 10/08/2005 | Classement général de l'Eneco Tour | Pays-Bas | PT     | Bobby Julich    |
| 15/09/2005 | 18e étape du Tour d'Espagne        | Espagne  | PT     | Nicki Sørensen  |

Victoires sur le Circuit Continental
| Date       | Course                                        | Pays       | Classe | Vainqueur                  |
| ---------- | --------------------------------------------- | ---------- | ------ | -------------------------- |
| 01/02/2005 | Grand Prix d'ouverture La Marseillaise        | France     |        | Nicki Sørensen             |
| 02/02/2005 | 3e étape du Tour du Qatar                     | Qatar      |        | Lars Michaelsen            |
| 04/02/2005 | Classement général du Tour du Qatar           | Qatar      |        | Lars Michaelsen            |
| 04/02/2005 | 3e étape de l'Étoile de Bessèges              | France     |        | Jens Voigt                 |
| 09/02/2005 | 1re étape du Tour méditerranéen               | France     |        | Jens Voigt                 |
| 11/02/2005 | 3e étape du Tour méditerranéen                | France     |        | Jens Voigt                 |
| 12/02/2005 | 4e étape du Tour méditerranéen                | France     |        | CSC                        |
| 13/02/2005 | Classement général du Tour méditerranéen      | France     |        | Jens Voigt                 |
| 27/03/2005 | 3e étape du Critérium international           | France     |        | Bobby Julich               |
| 27/03/2005 | Classement général du Critérium international | France     |        | Bobby Julich               |
| 22/04/2005 | 4e étape du Tour de Géorgie                   | États-Unis |        | Brian Vandborg             |
| 30/04/2005 | GP Herning-SATS                               | Danemark   |        | Michael Blaudzun           |
| 28/05/2005 | 4e étape du Tour de Bavière                   | Allemagne  |        | Jens Voigt                 |
| 23/07/2005 | 4e étape du Tour de Saxe                      | Allemagne  |        | Allan Johansen             |
| 24/07/2005 | 5e étape du Tour de Saxe                      | Allemagne  |        | Christian Müller           |
| 30/07/2005 | LuK Challenge                                 | Allemagne  |        | Jens Voigt et Bobby Julich |
| 03/08/2005 | 1re étape du Tour du Danemark                 | Danemark   |        | Ivan Basso                 |
| 04/08/2005 | 2e étape du Tour du Danemark                  | Danemark   |        | Ivan Basso                 |
| 05/08/2005 | 3e étape du Tour du Danemark                  | Danemark   |        | Ivan Basso                 |
| 07/08/2005 | 5e étape du Tour du Danemark                  | Danemark   |        | Ivan Basso                 |
| 07/08/2005 | Classement général du Tour du Danemark        | Danemark   |        | Ivan Basso                 |
| 01/09/2005 | 1re étape du Tour de l'Avenir                 | France     |        | Lars Bak                   |
| 05/09/2005 | 5e étape du Tour de l'Avenir                  | France     |        | Christian Müller           |
| 11/09/2005 | Classement général du Tour de l'Avenir        | France     |        | Lars Bak                   |
| 06/10/2005 | Paris-Bourges                                 | France     |        | Lars Bak                   |

Championnats nationaux
| Date       | Course                                        | Pays       | Classe | Vainqueur        |
| ---------- | --------------------------------------------- | ---------- | ------ | ---------------- |
| 24/06/2005 | Championnat du Danemark du contre-la-montre   | Danemark   | CN     | Michael Blaudzun |
| 24/06/2005 | Championnat de Russie du contre-la-montre     | Russie     | CN     | Vladimir Gusev   |
| 24/06/2005 | Championnat du Luxembourg du contre-la-montre | Luxembourg | CN     | Andy Schleck     |
| 24/06/2005 | Championnat du Luxembourg sur route           | Luxembourg | CN     | Fränk Schleck    |
| 26/06/2005 | Championnat du Danemark sur route             | Danemark   | CN     | Lars Bak         |

## Classements UCI ProTour

### Individuel
| Rang | Coureur           | Points |
| ---- | ----------------- | ------ |
| 8    | Bobby Julich      | 130    |
| 13   | Fränk Schleck     | 110    |
| 23   | Ivan Basso        | 86     |
| 29   | Jens Voigt        | 73     |
| 40   | Carlos Sastre     | 53     |
| 84   | Michael Blaudzun  | 25     |
| 86   | Lars Michaelsen   | 25     |
| 125  | David Zabriskie   | 7      |
| 132  | Vladimir Gusev    | 6      |
| 136  | Kurt Asle Arvesen | 5      |
| 147  | Nicki Sørensen    | 3      |
| 164  | Linus Gerdemann   | 1      |

### Équipe
L'équipe CSC a terminé à la 1re place avec 390 points.